# 母語話者至上主義
母語話者至上主義（母語話者主義，ネイティブ・スピーカリズム）とは、英語母語話者の教師こそが英語についても教授法についても西洋文化の理想を体現しているという考え方である。この用語はA・ホリデイによって作られたが、母語話者至上主義のイデオロギーはそれよりもずっと古くから存在している。母語話者至上主義は、「我々母語話者と彼ら非母語話者」という二分法的な言説に基づいている。こうした言説では母語話者は理想的で非母語話者は劣っているとみなされる。非母語話者よりも母語話者の言葉使いが好まれることを示す一例として、言語学や言語学習における「中間言語の化石化」という概念が挙げられる。この概念は第二言語の使い方として何が正しく何が間違いかを規定するのに用いられる。

## 歴史と背景
第二言語習得の分野において母語話者至上主義が急速に広まったのは，第二次世界大戦が終結し、言語学習の科学的時代が始まってからであった。この時期には、文法や語彙の標準化が進められ、それによって第二言語の学習・教育環境における母語話者に対する優遇の基礎が形成された。戦後のこの時期には、チョムスキーの「単言語の、理想化された母語話者」という概念が展開された。その結果、母語話者が正しい言語を担う存在として理想化され、理想的な言語教師もまた母語話者であるという考え方が生まれた。

## 批判
母語話者の教師が非母語話者の教師に比べて言語的・教育的に優れているわけではなく、言語教師には母語話者が理想であるという考え方は誤りである。ホリデーは母語話者至上主義を「歪んだ世界観」と表現しており、教師を母語話者・非母語話者にカテゴライズすることは、両者の間に不当に職業的優劣をつけることになる。これにより、第二言語習得業界では雇用差別や分断が生まれ、英語圏の若い白人母語話者が優遇される。母語話者や西洋の教育法を特別扱いする慣行は、長らく学者たちによって批判されてきた。これらの慣行は、非母語話者教師の間に不安を引き起こし、自己効力感を低下させる。一方で、リンガフランカとしての英語などの分野における多くの研究からは、教室外の英語は母語話者の規範に依存しない形で使われるようになっていることが示されている。母語話者教師は、その能力や教育的知識について過剰な一般化を受け、母語基準が優先されることで経験が軽視されることがある。

## 目下の反応
母語話者至上主義は、依然として国際的な規模で英語教師の採用慣行に影響を与えている。EUでは、採用担当者を法的に追及しようとする動きが最近になって見られるようになった。2024年2月には、差別を受けたフランス人英語教師の前例のない訴えをフランスの権利擁護官が取り上げた。